# 范恩·布肯南
范恩·布肯南（英語：Vern Buchanan；1951年5月8日—）是美国一位共和黨籍的政治人物，他於2007年至2013年擔任佛羅里達州第十三國會選區的聯邦眾議員，2013年開始則改出任佛羅里達州第十六國會選區。布肯南出生並成長在密西根州的底特律郊外。在踏入政壇之前，布肯南是一位商人。